# 황기승
황기승(黃基勝, 1966년 3월 4일 ~ )은 대한민국의 제7대 충청남도 천안시의원이었다. 그리고 충청남도 천안시 출신이다.

## 학력
- 1973.03 ~ 1979.02 삼은국민학교 6회 졸업
- 1979.03 ~ 1982.02 천성중학교 13회 졸업
- 1982.03 ~ 1985.02 북일고등학교 7회 졸업

## 경력
- 2009 ~ 2014 천안부성중학교 운영위원장
- ~ 2014.06 박완주국회의원 정책비서관
- 부성중학교 운영위원장
- 2014 천안오성고등학교 운영위원
- 직산의용소방대 서무반장
- 서북경찰서 직산생활안전협의회 사무국장
- 이든샘자학회 사무국장
- 서북지역아동센터 후원회 부회장
- 교육용 전기료 인하 충청남도 추진위원
- 2014.07 ~ 2017.01 제7대 충청남도 천안시의회 의원
- 2014.07 ~ 2016.07 제7대 충청남도 천안시의회 전반기 의회운영위원회 위원
- 2014.07 ~ 2016.07 제7대 충청남도 천안시의회 전반기 총무환경위원회 위원
- 2014.07 ~ 2016.07 제7대 충청남도 천안시의회 전반기 건설도시위원회 부위원장
- 2016.01.20 더불어민주당 탈당
- 2016.07 ~ 2017.01 제7대 충청남도 천안시의회 후반기 의회운영위원회 위원
- 2016.07 ~ 2017.01 제7대 충청남도 천안시의회 후반기 건설도시위원회 위원

## 공직선거법 위반
2017년 1월 16일 천안시 황기승 의원 상고 기각 의원직 상실

## 역대 선거 결과
| 실시년도 | 선거      | 대수 | 직책   | 선거구                  | 정당           | 득표수  | 득표율          | 순위 | 당락 | 비고           |
| -------- | --------- | ---- | ------ | ----------------------- | -------------- | ------- | --------------- | ---- | ---- | -------------- |
| 2014년   | 지방 선거 | 7대  | 시의원 | 충남 천안시 (바 선거구) | 새정치민주연합 | 8,501표 | \| \| 29.60% \| | 2위  |      | 초선, 민선 6기 |
|          | 29.60%    |      |        |                         |                |         |                 |      |      |                |